# Pavel Koutenský
Pavel Koutenský (21. ledna 1944, Nové Město na Moravě – 20. ledna 2021, Nové Město na Moravě) byl český voják.

## Život
Narodil se do rodiny lesního inženýra. Ve věku deseti let mu zemřela matka, kvůli pracovnímu vytížení otce jej pak vychovávali spíše další příbuzní. Po maturitě musel z finančních důvodů místo zamýšleného studia filozofie a dějin nastoupit do armády, kde absolvoval ženijní výcvik a nastoupil k dělostřelectvu. Během studia na vysoké škole armádní vstoupil ve svých devatenácti letech přes varování otce do komunistické strany, kde otevřeně podporoval reformy pražského jara. Studoval i na Frunzeho akademii v Moskvě.
V roce 1966 zachránil při cvičení život vojínovi, který špatně odhodil granát. Střepiny z granátu mu poranily ruku. Za svůj čin byl oceněn medailí za statečnost.
Během invaze vojsk Varšavské smlouvy do Československa v srpnu 1968 byl zástupcem velitele kasáren v Rokycanech. Při obklíčení kasáren ruskými vojáky rozdal vojákům zbraně, k otevřené konfrontaci ale nedošlo. S okupací silně nesouhlasil; z frustrace z bezmoci při invazi a z nastupující normalizace později složil protiokupační píseň. Za její zpěv byl udán vojenské kontrarozvědce, zbaven všech funkcí a v říjnu 1969 ve vojenském procesu odsouzen k šestiměsíčnímu podmínečnému odnětí svobody za hanobení republiky. Na začátku roku 1970 byl pak propuštěn z armády a vyloučen z KSČ. Nastoupil pak jako dělník v Uranovém průzkumu v Novém Městě na Moravě a až do sametové revoluce byl pod dohledem Státní bezpečnosti, která se jej neúspěšně pokusila získat jako svého spolupracovníka.
V roce 1991 byl reaktivován do armády jako důstojník pro výcvik, kde sloužil do odchodu do důchodu v roce 1998. Věnoval se následně pomoci veteránům druhé světové války a historii druhého odboje; byl například spoluautorem naučné stezky ve Věcově nebo řady pamětních desek v regionu. Působil také jako předseda okresního výboru a člen ústředních orgánů Českého svazu bojovníků za svobodu, s děním v jehož vedení po roce 2010 silně nesouhlasil. V Novém Městě na Moravě byl zastupitelem i členem městské rady. V roce 2014 byl za svůj celoživotní přínos oceněn cenou Nového Města na Moravě. Byl ženatý, měl tři děti.